# Danh sách tập phim Nisekoi

Bìa đĩa DVD đầu tiên của Nisekoi phát hành bởi Aniplex, gồm nhân vật Kirisaki Chitoge.

Nisekoi là một anime thích nghi từ bộ manga cùng tên được sáng tác và minh họa bởi Komi Naoshi. Loạt phim được sản xuất bởi Shaft và được Shinbo Akiyuki biên đạo. Bắt đầu từ 11 tháng 1 năm 2014, chương trình phát hàng tuần trên một lượng lớn kênh truyền hình Nhật Bản như MBS, Tokyo MX, tvk, TV Aichi và một số kênh khác, trong khi ở ngoài Nhật Bản, nó được phát trực tiếp bởi Crunchyroll và Daisuki với phụ đề Tiếng Anh và một số ngôn ngữ khác. Một bộ gồm 20 tập đã được lên kế hoạch.
Chuyện tình lãng mạn này gồm cuộc phiêu lưu mạo hiểm của Ichijo Raku, một cậu học sinh cao trung, con của thủ lĩnh băng yakuza, cậu bị buộc phải ghép cặp với Kirisaki Chitoge, một học sinh trao đổi với một tính cách hết sức mâu thuẫn, cô là con gái của một thủ lĩnh nhóm gangster tên BeeHive. Họ giả hẹn hò với nhau để dập tắt mối thù giữa hai băng nhóm. Khi Raku nói về sự tình cảm của cậu với Onodera Kosaki, cậu nhận ra rằng cô là người đã giữ chiếc chìa khóa có thể mở được ổ khóa là dấu hiệu cho mối tình đầu của cậu.

## Danh sách tập

### Nisekoi
| Số thứ tự | Tiêu đề                                                           | End Card                    | Ngày phát sóng chính thức |
| --- | ----------------------------------------------------------------- | --------------------------- | ------------------------- |
| 1 | "Hẹn ước" "Yakusoku" (ヤクソク)                                   | Koyama Hirokazu (TYPE-MOON) | 11 tháng 1 năm 2014       |
| Ichijo Raku, con trai của ông trùm yakuza, thích sống một cuộc sống bình thường trong thời cao trung. Trên đường đến trường, cậu vô tình bị một cô gái nhảy qua rào đá thằng lên mặt cậu sau đó bỏ chạy, cậu được Onodera Kosaki chăm sóc, Kosaki là cô bạn cùng lớp mà cậu đã thích thầm từ hồi sơ trung. Cùng ngày lớp cũng có một nữ sinh trao đổi mới, Kirisaki Chitoge, cô là người đã vô tình đá vào Raku và họ bắt đầu cãi nhau. Raku nhận ra cậu đã mất ổ khóa chứa kí ức về mối tình đầu của cậu. Vì bị Chitoge đá, cậu nhờ cô tìm kiếm cùng cậu. Sau vài ngày mối quan hệ của họ trở nên tệ hơn khi Raku nói Chitoge đừng tìm kiếm nữa. Chitoge cố gắng tìm kiếm và vô tình tìm được cái ổ khóa. Sau đó, cha của Raku nói cậu phải giả hẹn hò với cô gái từ nhóm BeeHive để băng nhóm hai bên làm hòa. Tuy nhiên Raku ngạc nhiên khi biết cô gái ấy thực ra chính là Chitoge. |                                                                   |                             |                           |
| 2 | "Đụng độ" "Sōgū" (ソウグウ)                                       | Hajime Ueda                 | 18 tháng 1 năm 2014       |
| Để giải quyết mối thù giữa băng nhóm hai bên, Raku và Chitoge phải giả vờ hẹn hò trước mọi người. Ngày hôm sau, Chitoge và Raku đi hẹn hò với nhau vì họ đang bị băng nhóm hai bên nghi ngờ, nhưng họ vẫn tìm cách giả hẹn hò để hai bên phải tin. Ở công viên, Chitoge đi đến phòng vệ sinh cô nghe lén được băng nhóm của cô đang tỏ ra nghi ngờ về mối quan hệ. Raku ước cậu muốn hẹn hò với Kosaki và cô ấy đột nhiên xuất hiện. Chitoge quay lại và nói với Kosaki rằng cô và Raku là một cặp đôi. |                                                                   |                             |                           |
| 3 | "Đồng cảm" "Nitamono" (ニタモノ)                                  | Yuji Himukai                | 25 tháng 1 năm 2014       |
| 4 | "Viếng thăm" "Hōmon" (ホウモン)                                   | Hekiru Hikawa               | 1 tháng 2 năm 2014        |
| 5 | "Bơi lội" "Suiei" (スイエイ)                                      | Kantoku (illustrator)       | 8 tháng 2 năm 2014        |
| 6 | "Có vay có trả" "Kashikari" (カシカリ)                            | Mako Aboshi                 | 15 tháng 2 năm 2014       |
| 7 | "Cạnh tranh" "Raibaru" (ライバル)                                 | Robico                      | 22 tháng 2 năm 2014       |
| 8 | "Hạnh phúc" "Shiawase" (シアワセ)                                 | MagoMago                    | 1 tháng 3 năm 2014        |
| 9 | "Xuân ấm" "Onsen" (オンセン)                                      | Namori                      | 8 tháng 3 năm 2014        |
| 10 | "Xổ số" "Kujibiki" (クジビキ)                                     | Akihiko Yoshida             | 15 tháng 3 năm 2014       |
| 11 | "Tiệc mừng" "Oiwai" (オイワイ)                                    | Amakura Surume              | 22 tháng 3 năm 2014       |
| 12 | "Xác minh" "Kakunin" (カクニン)                                   | Mizu Tamago                 | 29 tháng 3 năm 2014       |
| 13 | "Tan học" "Hōkago" (ホウカゴ)                                     | Akio Watanabe               | 5 tháng 4 năm 2014        |
| 14 | "Nhiễu loạn" "Shuraba" (シュラバ)                                 | Ume Aoki                    | 12 tháng 4 năm 2014       |
| 15 | "3 chiếc chìa khoá" "Sanbon" (サンボン)                           | Mel Kishida                 | 19 tháng 4 năm 2014       |
| 16 | "Cơn bão" "Taifū" (タイフウ)                                      | Kouhaku Kuroboshi           | 26 tháng 4 năm 2014       |
| 17 | "Lễ hội" "Ennichi" (エンニチ)                                     | toi8                        | 3 tháng 5 năm 2014        |
| 18 | "Đi biển" "Umibede" (ウミベデ)                                    | Kentaro Yabuki              | 10 tháng 5 năm 2014       |
| 19 | "Trò chơi" "Engeki" (エンゲキ)                                    | KEI                         | 17 tháng 5 năm 2014       |
| 20 | "Màn chót" "Honban" (ホンバン)                                    | Naoshi Komi                 | 24 tháng 5 năm 2014       |
| OVA 1 | "Loss / Shrine Maiden" "Funjitsu / Mikosan" (フンシツ / ミコサン) | -                           | 3 tháng 10 năm 2014       |
| OVA 2 | "Work / Change" "Oshigoto / Henbo" (ヘンボウ/ オシゴト)           | -                           | 4 tháng 2 năm 2015        |
| OVA 3 | "Bath House / Service" "Sentō / Sābisu" (セントウ / サ一ビス)     | -                           | 3 tháng 4 năm 2015        |

### Nisekoi mùa 2:
| Stt | Tên | Ngày phát hành chính thức |
| --- | --- | ------------------------- |
| 1   | "Từ giờ trở đi / Hãy chú ý đi" "Korekara / Kizuite" (コレカラ／キヅイテ)                                                              | 10 tháng 4 năm 2015       |
| 2   | "Định mệnh / Trình diễn" "In'nen / Shōbu" (インネン／ショウブ)                                                                        | 17 tháng 4 năm 2015       |
| 3   | "Cần thiết" "Hitsuyou" (ヒツヨウ) | 24 tháng 4 năm 2015       |
| 4   | "Mẫu hậu" "Hahaoya" (ハハオヤ) | 1 tháng 5 năm 2015        |
| 5   | "Hãy dạy em / Ngài Raku" "Oshiete / Raku-sama" (オシエテ／ラクサマ)                                                                   | 8 tháng 5 năm 2015        |
| 6   | "Ngon quá" "Oishī" (オイシイ) | 15 tháng 5 năm 2015       |
| 7   | "Cô em gái nhỏ" "Imōto" (イモウト) | 22 tháng 5 năm 2015       |
| 8   | "Magical Pâtissière Kosaki / Làm việc" "Majikarupatishie Kosaki-chan! ! / Hatarake" (マジカルパティシエ小咲ちゃん!! ／ ハタラケ)      | 29 tháng 5 năm 2015       |
| 9   | "Ngày dọn dẹp / Visiting the Sick" "Osouji / Omimau" (オソウジ／オミマウ)                                                             | 5 tháng 6 năm 2015        |
| 10  | "Hỗ trợ" "Ouen" (オウエン) | 12 tháng 6 năm 2015       |
| 11  | "Mình muốn giảm cân / Chào buổi sáng" "Yasetai / Ohayō" (ヤセタイ／オハヨウ)                                                          | 19 tháng 6 năm 2015       |
| 12  | "Tìm kiếm / Chỉ đang thử thôi" "Sousaku / Otameshi" (ソウサク／オタメシ)                                                              | 26 tháng 6 năm 2015       |
| OVA | "Honeymoon / Magical Pâtissière Kosaki-chan!" "Shinkon / Majikarupatishie ko Saki-chan!" (シンコン／マジカルパティシエ小咲ちゃん！！) | 4 tháng 1 năm 2016        |

## Danh sách bài hát chủ đề

### Mùa 1 -Nisekoi
| Bài hát chủ đề                                | Bài hát chủ đề                                         | Bài hát chủ đề | Bài hát chủ đề  |
| Tiêu đề                                       | Nhạc sĩ                                                | Tập phim       | Tập phim        |
| --------------------------------------------- | ------------------------------------------------------ | -------------- | --------------- |
| "CLICK"                                       | ClariS                                                 | 2 - 14         | 2 - 14          |
| "STEP"                                        | ClariS                                                 | 15 - 19        | 15 - 19         |
| Bài hát kết thúc                              |                                                        |                |                 |
| Tiêu đề                                       | Nhạc sĩ                                                | Tập phim TV    | Tập phim BD/DVD |
| "CLICK"                                       | ClariS                                                 | 1              | 1               |
| "Heart Pattern"                               | Nao Tōyama                                             | 2 - 7          | 2               |
| "Recover Decoration" (リカバーデコレーション) | Kana Hanazawa                                          | 8, 10 - 13     | 3 - 5           |
| "STEP"                                        | ClariS                                                 | 14             | 14              |
| "TRICK BOX"                                   | Mikako Komatsu                                         | 15, 17         | 6 - 8           |
| "Order×Order" (オーダー×オーダー)             | Yumi Uchiyama                                          | -              | 9 - 11          |
| "Hanagonomi" (はなごのみ)                     | Kana Asumi                                             | 18 - 19        | 12 - 13         |
| "Souzou Diary" (想像ダイアリー)               | Nao Tōyama, Kana Hanazawa, Mikako Komatsu & Kana Asumi | 20             | 15 - 17         |
| "Taisetsu no Tsukurikata" (大切の作り方)      | Nao Tōyama & Kana Hanazawa                             | -              | 18 - 19         |

### Mùa 2 -Nisekoi:
| Bài hát chủ đề                            | Bài hát chủ đề                                          | Bài hát chủ đề    | Bài hát chủ đề |
| Tiêu đề                                   | Nhạc sĩ                                                 | Tập phim TV       |                |
| ----------------------------------------- | ------------------------------------------------------- | ----------------- | -------------- |
| "Rally Go Round"                          | LiSA                                                    | 1 - 7, 9, 11 - 12 |                |
| "Magical☆Styling" (マギカル☆スタイルング) | Kana Hanazawa                                           | 8                 |                |
| Bài hát kết thúc                          |                                                         |                   |                |
| Tiêu đề                                   | Nhạc sĩ                                                 | Tập phim TV       |                |
| "Aimai Hertz" (曖昧ヘルツ)                | Nao Tōyama, Kana Hanazawa, Mikako Komatsu, & Kana Asumi | 1, 3, 6, 9, 12    |                |
| "TrIGgER"                                 | Mikako Komatsu                                          | 2                 |                |
| "Sleep Zzz..."                            | Nao Tōyama                                              | 4                 |                |
| "Matadō Love" (またどーらぶ)              | Kana Asumi                                              | 5                 |                |
| "marchen ticktack"                        | Ayane Sakura                                            | 7                 |                |
| "Toriame drop" (通り雨drop)               | Yumi Uchiyama                                           | 10                |                |
| "Crayon Cover" (クレヨンカバー)           | Kana Hanazawa                                           | 11                |                |